# Wolfpakk
Wolfpakk — музыкальный коллектив, созданный музыкантами Михаэлем Фоссом (Casanova, Mad Max, Michael Schenker Group) и Марком Суини (Crystal Ball).

## История
Михаэль и Марк были давно знакомы и всегда хотели сделать совместный проект. В 2009 году Фосс был продюсером при выпуске второго сольного альбома Марка. Со времен этой деятельности музыканты вынашивали планы о совместной работе и о приглашении в него как можно больше знаменитостей современной рок-музыки. Благодаря своей работе в качестве продюсера Фоссу удалось привлечь к совместной работе в группе большое количество музыкантов.

## Участники
При записи их дебютной пластинки под названием Wolfpakk в 2011 году им помогали:
Вокалисты:
- Пол Ди'Анно (экс- Iron Maiden)
- Тони Мартин (экс- Black Sabbath)
- Jeff Scott Soto (Экс- Ингви Мальмстин, Talisman)
- Rob Rock (Impelitteri)
- Mark Boals (Экс- Ингви Мальмстин)
- Тим Оуэнс, «Потрошитель» (Экс- Judas Priest, Iced Earth)
- Пол Шортино (Экс- Quiet Riot)
- Марк Фокс (Экс- Shakra)
- Michaela Schober (Tanz Der Vampire)
- Jean-Marc Viller (Callaway)
- Pearl
- Molly Duncan
- Claus Lessmann (экс- Bonfire)
- Бифф Байфорд (Saxon)

Басисты:
- Тони Франклин (Экс-Blue Murder, Роберт Плант)
- Мэт Синнер (Primal Fear, Sinner, Voodoo Circle)
- Matthias Rethmann (Экс- Leez,Silver)
- Нильс Миддельхауфе (Xandria)
- Нил Маррей (Whitesnake)
- Barend Courbois (Vengeance)

Гитаристы:
- Igor Gianola (U.D.O.)
- Andy Midgeley (Power Quest)
- Айра Блэк (Экс- Vicious Rumors, Lizzy Borden)
- Torsten Koehne (Eden's Curse)
- Doc Heyne (Biss)
- Tommy Denander (Dan Reed, Paul Stanley)
- Nadja Kossinskaja (Peter Maffay)
- Freddy Scherer (Gotthard)
- Olaf Lenk (At Vance)
- George Solonos (Tommy Lee)

Клавишники:
- Alessandro Delvecchio (Glenn Hughes, Иэн Пейс)
- Ferdy Doernberg (Аксель Руди Пелл, Rough Silk)

Барабанщик:
- Gereon Homann (Eat The Gun)

## Дискография
- 2011 — Wolfpakk
- 2013 — Cry Wolf
- 2015 — Rise Of The Animal
- 2017 — Wolves Reign